# Aulis Tuominen
Aulis Tuominen – fiński żużlowiec, występujący również na długim torze.

## Życiorys
W latach 1957–1961 pięciokrotny finalista indywidualnych mistrzostw Europy na długim torze; srebrny medalista tych rozgrywek (Mühldorf 1958). Dwukrotny medalista indywidualnych mistrzostw Finlandii na długim torze: złoty (1956) oraz srebrny (1959).
Oprócz tego – w wyścigach na torze klasycznym – srebrny medalista indywidualnych mistrzostw Finlandii (Helsinki 1957) oraz pięciokrotny (w latach 1955–1960) uczestnik eliminacji indywidualnych mistrzostw świata (najlepszy wynik uzyskał w sezonie 1957, kwalifikując się do finału skandynawskiego, w którym zajął XVI miejsce).